# Ruși (okręg Suczawa)
Ruși – wieś w Rumunii, w okręgu Suczawa, w gminie Forăști. W 2011 roku liczyła 418 mieszkańców.